# Katana Film
La Katana film era una casa di produzione cinematografica costituita a Catania nel 1914 sull'onda della fondazione della grande società di produzione Etna film.

## La società
La società, assieme alle consorelle Jonio Film e Sicula Film, venne costituita dall'avvocato catanese Gaetano Tedeschi e produsse diversi film fra i quali si ricordano Il latitante del 1915, interpretato da Desdemona Balistrieri, moglie dell'attore Angelo Musco, e Per te amore interpretato da Rosina Anselmi. Chiuse i battenti dopo circa un anno.

## Produzione
Il latitante e La guerra e la moda (entrambi con la Balistrieri), della Sicula film, La fidanzata dell'Etna, Pane nemico e Presentat'arm, con Elvira Radaelli.